# Cully Dahlstrom
Temple de la renommée américain : 1975
Carl « Cully » Dahlstrom (né le 3 juillet 1913 à Minneapolis aux États-Unis - mort le 19 décembre 1998) est un joueur professionnel américain de hockey sur glace de la première moitié du XXe siècle,.

## Carrière en club
Il commence sa carrière en jouant dans une équipe de sa ville natale : les Millers de Minneapolis de la Ligue centrale de hockey. Il y joue entre 1931 et 1934 puis intègre une autre équipe de la LCH, les Saints de Saint Paul. En 1935-36, l'équipe passe de la LCH à l’American Hockey Association où il joue deux nouvelles saisons.
En mai 1937, il intègre l'effectif des Black Hawks de Chicago de la Ligue nationale de hockey et lors de sa première saison dans la LNH, il remporte le titre de meilleur joueur dans sa première année, le trophée Calder. Lors de cette même saison, il remporte également la Coupe Stanley avec son équipe.
Au total, il joue huit saisons dans la LNH, toutes avec les Blackhawks et prend sa retraite à la suite de son transfert dans la Pacific Coast Hockey League. Admis au temple de la renommée américain, il meurt le 19 décembre 1998.

### Trophées et honneurs personnels
- Ligue centrale de hockey
  - 1934-1935 : sélectionné dans la seconde équipe type de la saison
- American Hockey Association
  - 1935-1936 : sélectionné dans la première équipe type de la saison
- Ligue nationale de hockey
  - 1937-1938 : Trophée Calder et Coupe Stanley

## Statistiques
| Saison     | Équipe                 | Ligue      |     | Saison régulière | Saison régulière | Saison régulière | Saison régulière | Saison régulière |   | Séries éliminatoires | Séries éliminatoires | Séries éliminatoires | Séries éliminatoires | Séries éliminatoires |
| Saison     | Équipe                 | Ligue      | PJ  | B                | A                | Pts              | Pun              | PJ               | B | A                    | Pts                  | Pun                  |                      |                      |
| 1931-1932  | Millers de Minneapolis | LCH        | 30  | 9                | 1                | 10               | 10               |                  |   |                      |                      |                      |                      |                      |
| 1932-1933  | Millers de Minneapolis | LCH        | 27  | 3                | 9                | 12               | 27               | 7                | 1 | 0                    | 1                    | 0                    |                      |                      |
| 1933-1934  | Millers de Minneapolis | LCH        | 43  | 13               | 15               | 28               | 20               | 3                | 2 | 4                    | 6                    | 0                    |                      |                      |
| 1934-1935  | Saints de Saint Paul   | LCH        | 44  | 16               | 20               | 36               | 30               | 8                | 3 | 0                    | 3                    | 2                    |                      |                      |
| 1935-1936  | Saints de Saint Paul   | AHA        | 46  | 20               | 23               | 43               | 26               | 3                | 0 | 0                    | 0                    | 4                    |                      |                      |
| 1936-1937  | Saints de Saint Paul   | AHA        | 47  | 23               | 19               | 42               | 25               | 3                | 1 | 0                    | 1                    | 0                    |                      |                      |
| 1937-1938  | Black Hawks de Chicago | LNH        | 48  | 10               | 9                | 19               | 11               | 10               | 3 | 1                    | 4                    | 2                    |                      |                      |
| 1938-1939  | Black Hawks de Chicago | LNH        | 48  | 6                | 14               | 20               | 2                |                  |   |                      |                      |                      |                      |                      |
| 1939-1940  | Black Hawks de Chicago | LNH        | 45  | 11               | 19               | 30               | 15               | 2                | 0 | 0                    | 0                    | 0                    |                      |                      |
| 1940-1941  | Black Hawks de Chicago | LNH        | 40  | 11               | 14               | 25               | 6                | 5                | 3 | 3                    | 6                    | 2                    |                      |                      |
| 1941-1942  | Black Hawks de Chicago | LNH        | 33  | 13               | 14               | 27               | 6                | 3                | 0 | 0                    | 0                    | 0                    |                      |                      |
| 1942-1943  | Black Hawks de Chicago | LNH        | 38  | 11               | 13               | 24               | 10               |                  |   |                      |                      |                      |                      |                      |
| 1943-1944  | Black Hawks de Chicago | LNH        | 50  | 20               | 22               | 42               | 8                | 9                | 0 | 4                    | 4                    | 6                    |                      |                      |
| 1944-1945  | Black Hawks de Chicago | LNH        | 40  | 6                | 13               | 19               | 0                |                  |   |                      |                      |                      |                      |                      |
| Totaux LNH | Totaux LNH             | Totaux LNH | 342 | 88               | 118              | 206              | 58               | 29               | 6 | 8                    | 14                   | 10                   |                      |                      |